# Hideo Kanekawa
Hideo Kanekawa (金川英雄?, Kanekawa Hideo; 10 ottobre 1936) è un ex cestista giapponese.

## Carriera
Con il Giappone ha partecipato alle Olimpiadi del 1960, segnando 29 punti in 7 partite.